# Abubakar Salim

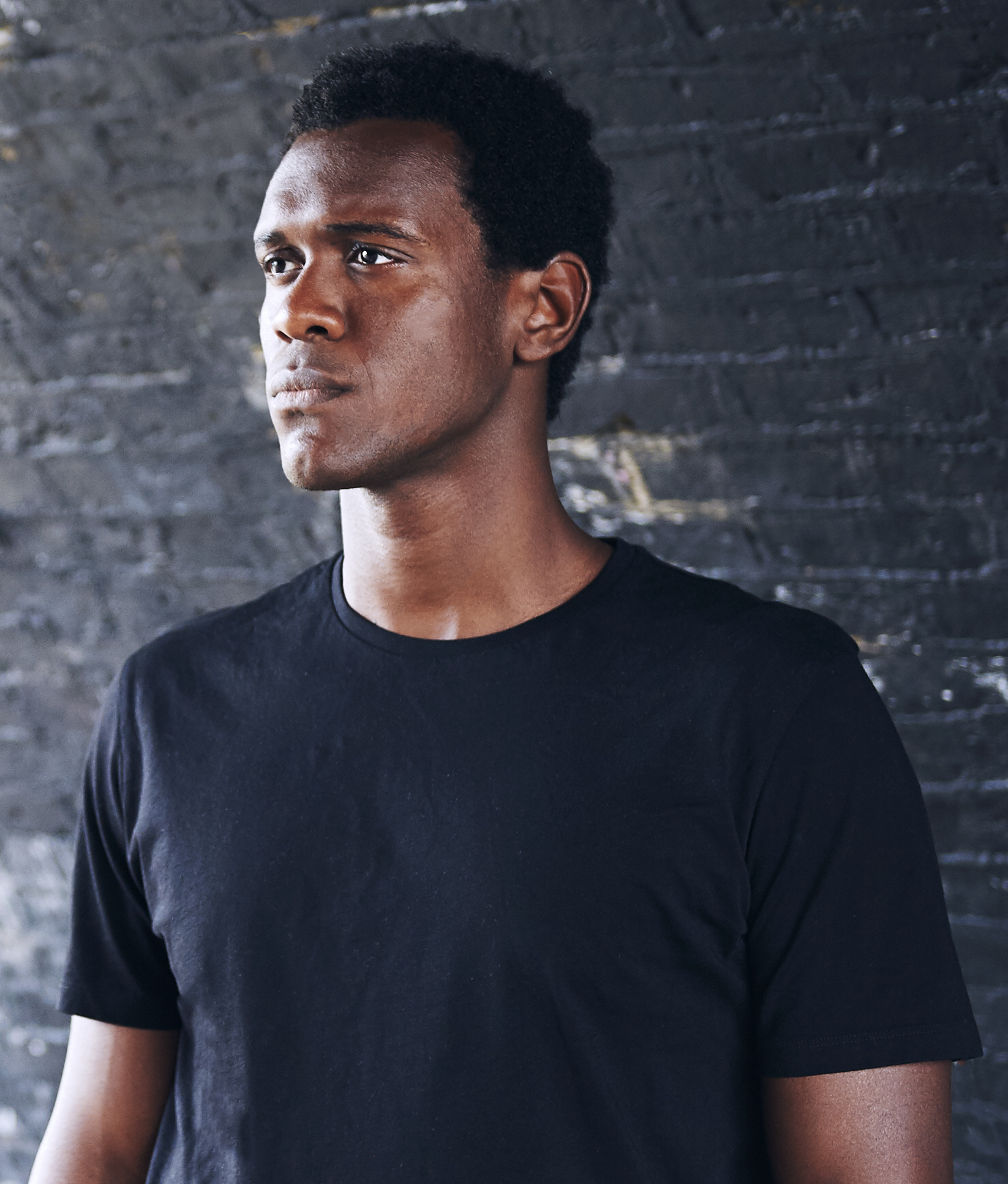
Abubakar Salim (2017)

Abubakar Salim (* 7. Januar 1993 in Welwyn Garden City, Hertfordshire) ist ein britischer Schauspieler und Videospielentwickler. Für seine Arbeit an Assassin’s Creed Origins wurde er für einen British Academy Games Award nominiert und zum BAFTA Breakthrough Brit ernannt. Im Fernsehen ist er für seine Rollen in der Sky-One-Serie Jamestown (2018–2019) und der HBO-Max-Serie Raised by Wolves (2020–2022) bekannt. Außerdem ist er der Gründer und CEO des Film- und Videospielunternehmens Surgent Studios.

## Frühes Leben und Ausbildung
Salim wurde in Welwyn Garden City, Hertfordshire, geboren und ist ein Brite der ersten Generation mit kenianischer Abstammung. Sein Vater war Software-Ingenieur bei Xerox, und seine Mutter war Krankenschwester. Er begann seine Schauspielkarriere im Alter von 16 Jahren, als er nach seinem ersten Vorsprechen dem National Youth Theatre beitrat. Anschließend erhielt er ein Stipendium für ein Studium an der London Academy of Music and Dramatic Art (LAMDA), das er 2014 mit einem Bachelor of Arts in Schauspielerei abschloss.

## Karriere
Sein professionelles Bühnendebüt gab Salim 2010 als Osric in Prince of Denmark am Royal National Theatre. 2011 folgte sein Fernsehdebüt in einer Folge von Staffel 2 der ITV-Rechtsserie The Jury.
Nach seinem Abschluss an der LAMDA im Jahr 2014 hatte Salim kleine Rollen in der Fox-Serie 24: Live Another Day und dem Canal+-Comedy-Drama Spotless. 2015 kehrte er mit Rollen in Sense of an Ending im Theatre503 und Teddy Ferrara im Donmar Warehouse auf die Bühne zurück. 2016 nahm er an der Cheek by Jowl-Tournee von Das Wintermärchen teil und spielte in Labyrinth im Hampstead Theatre.
2017 verkörperte Salim Bayek im Videospiel Assassin’s Creed Origins, wofür er eine Nominierung für den British Academy Games Award erhielt.
2018 bekam Salim seine erste große Fernsehrolle, als er in der zweiten Staffel des Sky One Historiendramas Jamestown als Pedro mitspielte. Außerdem spielte er im BBC One Drama Informer und in der dritten Staffel von Fortitude auf Sky Atlantic mit. Von 2020 bis 2022 spielte Salim die Rolle des Vaters in der HBO Max Science-Fiction-Serie Raised by Wolves.
Im Jahr 2020 gründete Salim als Gründer und CEO sein eigenes Videospielentwicklungsstudio namens Silver Rain Games (später umbenannt in Surgent Studios).  Als selbsternannter Fan von Videospielen bemerkte Salim, dass seine Arbeit für Assassin’s Creed Origins ihm einen besseren Einblick in den Entwicklungsprozess von Videospielen verschaffte, was ihn schließlich dazu inspirierte, eine Karriere in der Videospielentwicklung anzustreben und sein eigenes Studio zu gründen. Das Debütprojekt des Studios, ein 2D-Sidescrolling-Plattformspiel mit dem Titel Tales of Kenzera: Zau, das im April 2024 von EA Originals veröffentlicht wurde.
Im Jahr 2023 wurde bekanntgegeben, dass Salim die Rolle des Alyn aus Holk in der zweiten Staffel von House of the Dragon spielen wird.

## Filmografie

### Film & Fernsehen
- 2011: The Jury
- 2014: 24: Live Another Day
- 2015: Spotless
- 2016: Agatha Raisin
- 2016: Black Mirror
- 2017: Strike
- 2018: Thomas & Friends: Big World! Big Adventures!
- 2018–2019: Jamestown
- 2018: Informer
- 2018: Fortitude
- 2020–2022: Raised by Wolves
- 2023: The Legend of Vox Machina
- 2023: Napoleon
- 2024: House of the Dragon

### Videospiele
- 2017: Assassin’s Creed Origins
- 2018: World of Warcraft: Battle for Azeroth
- 2019: The Bradwell Conspiracy
- 2022: Diablo Immortal
- 2022: Xenoblade Chronicles 3
- 2022: The Diofield Chronicle
- 2022: World of Warcraft: Dragonflight
- 2023: Diablo IV
- 2023: Stray Gods: The Roleplaying Musical
- 2024: Tales of Kenzera: Zau